# Automatic Radar Plotting Aid

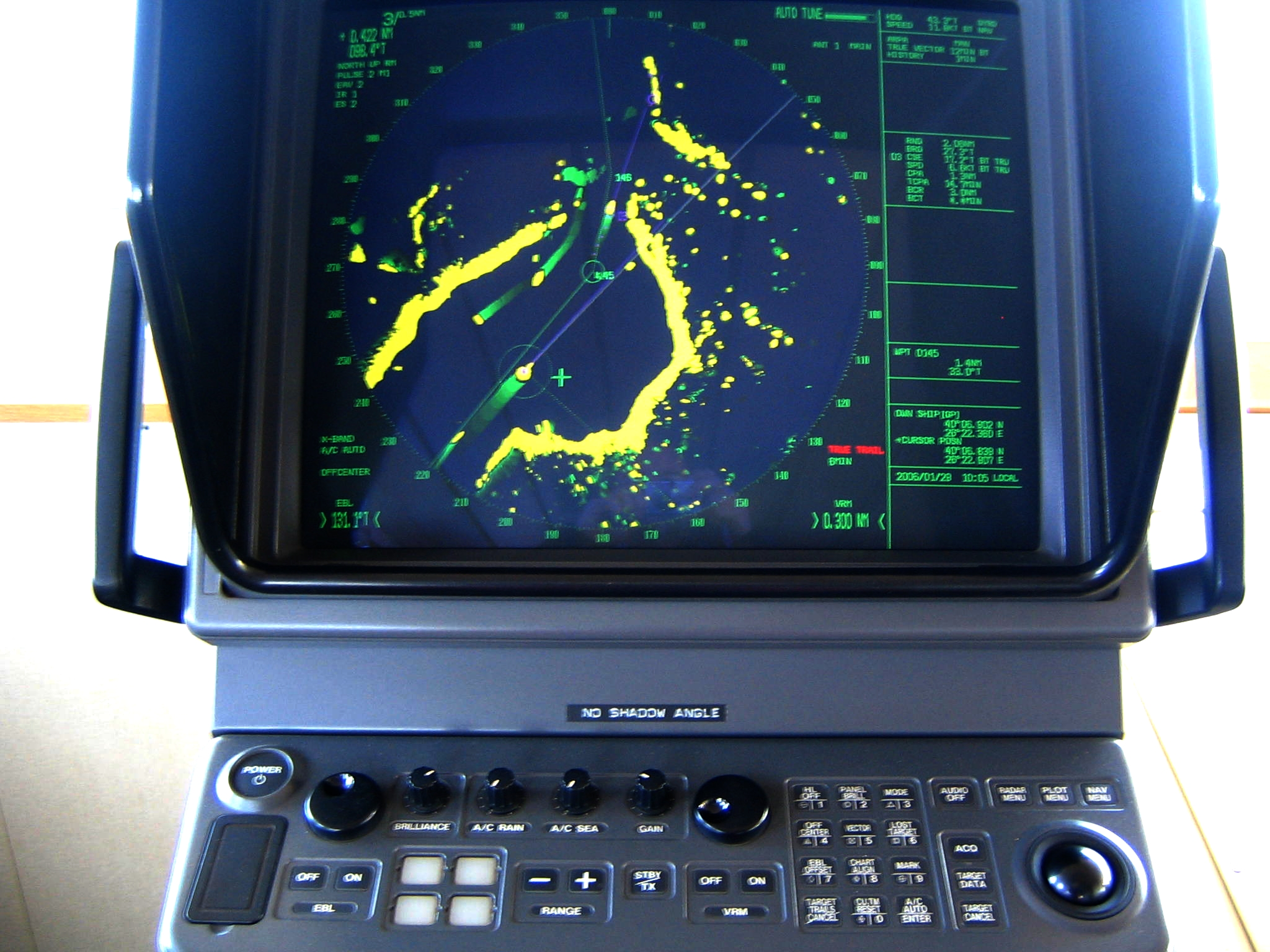
Ekran radaru

ARPA (ang. Automatic Radar Plotting Aid) – komputer wbudowany w radar, prowadzący automatycznie nakres radarowy. Pozwala na jednoczesne śledzenie wielu obiektów (w zależności od rozwiązania kilku do kilkuset), obliczenie parametrów ich ruchu oraz możliwości kolizji. W zależności od rozwiązania i ustawień może pokazywać dane na ekranie radaru w formie graficznej lub tekstowej.